# مواد شنیداری
 مواد شنیداری (به انگلیسی: Sound recordinigS) به نوار، صفحه یا وسیله دیگری که ارتعاشات صدا به وسیله ماشین یا وسایل الکتریکی روی آن ضبط شده باشد به نحوی که مجددا قابل شنیدن باشد.